# Растревоженный эфир (роман)
«Растревоженный эфир» («Встревоженный эфир», «Взвихренный воздух», англ. The Troubled Air) — роман-бестселлер 1951 года американского писателя Ирвина Шоу. Производственный роман (о радиобизнесе) периода холодной войны и «охоты на ведьм» в США. 

## Описание сюжета
Действие происходит в середине двадцатого века в США в Нью-Йорке и частично в штате Огайо.
Для непосвящённых совершенно непонятно, почему любой пустяк в радиобизнесе воспринимается его участниками так, словно речь идёт о жизни и смерти. Однако в популярном радиошоу Клемента Арчера, которое называется «Университетский городок», происходят вовсе не пустяки. Продюсер и спонсор требуют, чтобы Арчер уволил талантливого композитора Манфреда Покорны и четырёх лучших актёров за связь с коммунистами.
«Люди имеют право бороться с коммунизмом», — убеждают Арчера в продюсерском агентстве. 
Глава агентства Хатт поясняет: «Для того чтобы победить нас, русские используют различные средства. Военные действия в Китае, речи в ООН, подрывную деятельность, которую ведут предатели или обманутые американцы. 
…мы готовы призвать к порядку всех граждан, которые оказывают помощь и сочувствуют врагу или потенциально могут оказать помощь и выразить сочувствие врагу».
Выясняется, что не все названные Хаттом сотрудники имеют отношение к коммунистическим организациям. Да и не преступление это — быть коммунистом. Но маховик репрессивной машины запущен по всей стране, и увольнения не остановить. Как интеллектуал Арчер понимает, что  «охота на ведьм» не окончится, когда разберутся с радио и кино. Она продолжится до тех пор, пока под контроль не возьмут каждое слово, которое печатается и произносится в масс-медиа и шоу-бизнесе. Именно так демократическое государство исподволь трансформируется в тоталитарное.
Тем не менее, Арчер пытается вступиться за участников своего радиошоу. Он едет в Филадельфию на переговоры со спонсором — крупным фабрикантом Сандлером. Пытается материально поддержать лишившихся заработка коллег. Однако итог всех усилий Арчера плачевен: кончает жизнь самоубийством композитор Покорны; лучший друг Арчера – Виктор Эррес – оказывается политическим противником, обманывает и предаёт его.  Вдобавок умирает новорождённый сын Арчера.
«Мы живём в странное время и должны надеяться, что оно уйдёт в прошлое, а мы останемся», — заключает Ирвин Шоу устами своего главного героя –  режиссёра Клемента Арчера.

## Литературные особенности
Роман был впервые опубликован в 1951 году, задолго до рождения многих сегодняшних читателей. Поражает, насколько точно Ирвину Шоу удалось уловить суть явлений, происходящих в государстве, которое движется к тоталитаризму; причём это относится к любому государству независимо от его названия. Фактически это роман-предупреждение для нас, ныне живущих.

## Публикации текста
- Шоу И. Взвихренный воздух : роман / пер. с англ. И. Полоцка. — СПб. : Северо-Запад, 1993. — 480 с. — (Зарубежная беллетристика). — 100 000 экз. — ISBN 5-8352-0205-9.
- Шоу И. Встревоженный эфир : роман / пер. с англ. М. Грызловой. — М. : Фоском, 1994. — 416 с. — (Увлекательный роман). — 30 000 экз. — ISBN 5-900168-23-9.
- Шоу И. Растревоженный эфир : роман / пер. с англ. В. А. Вебера. — М. : АСТ, 2000. — 413 с. — ISBN 5-17-002167-4.[2]